# Physocarpus capitatus
Physocarpus capitatus är en rosväxtart som först beskrevs av Frederick Traugott Pursh, och fick sitt nu gällande namn av Carl Ernst Otto Kuntze. Physocarpus capitatus ingår i släktet smällspireor, och familjen rosväxter. Inga underarter finns listade i Catalogue of Life.

## Bildgalleri

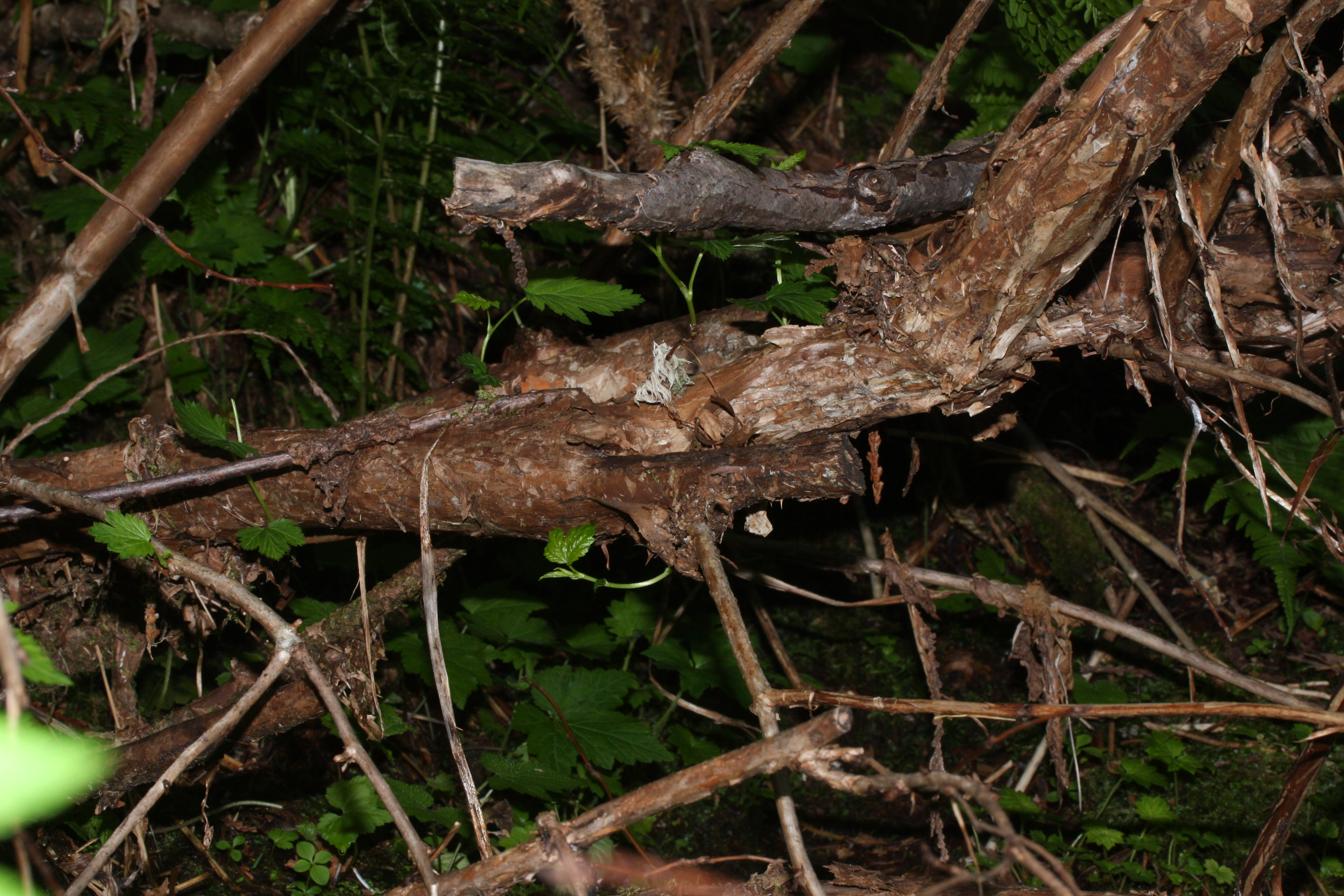
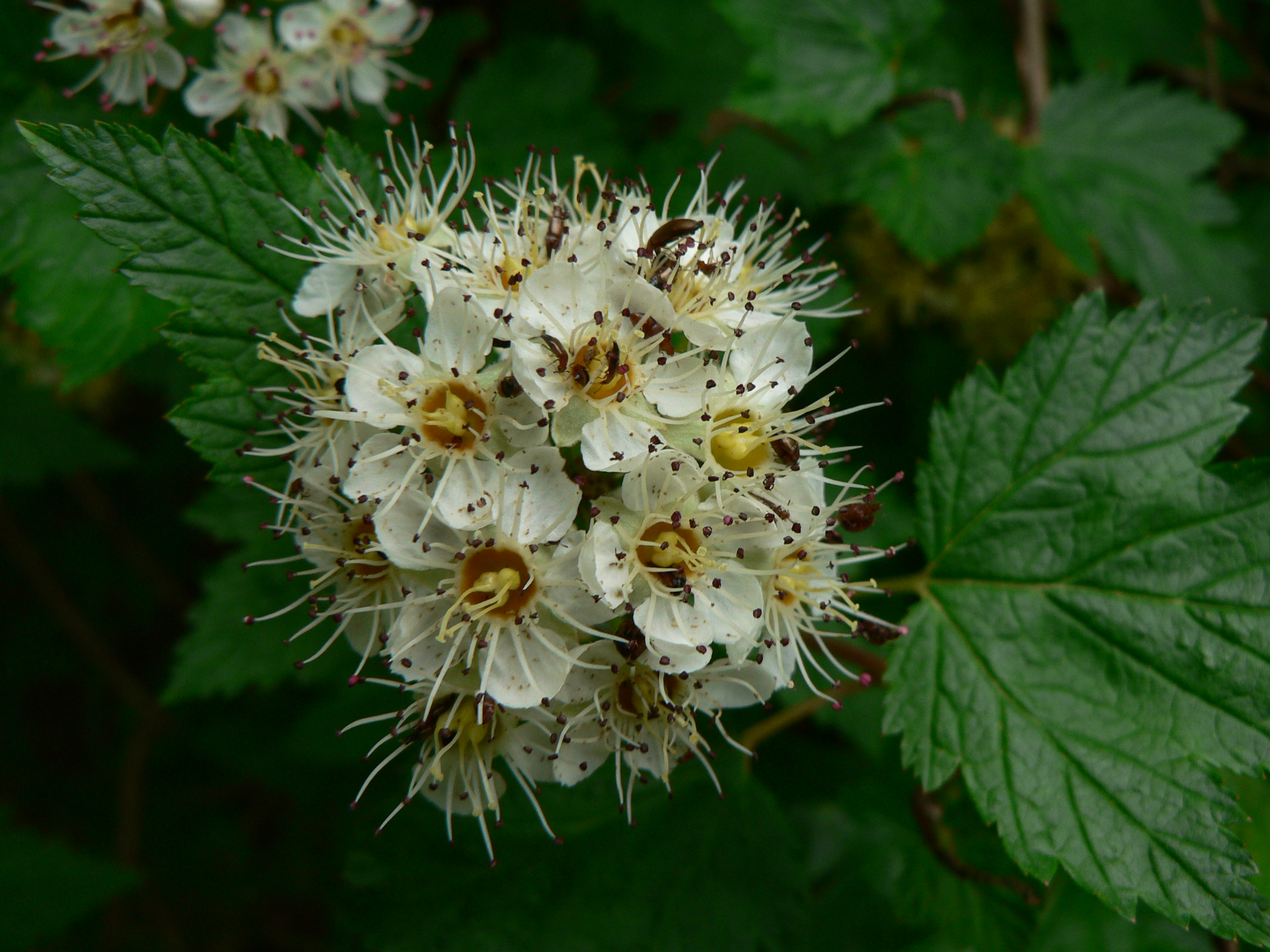
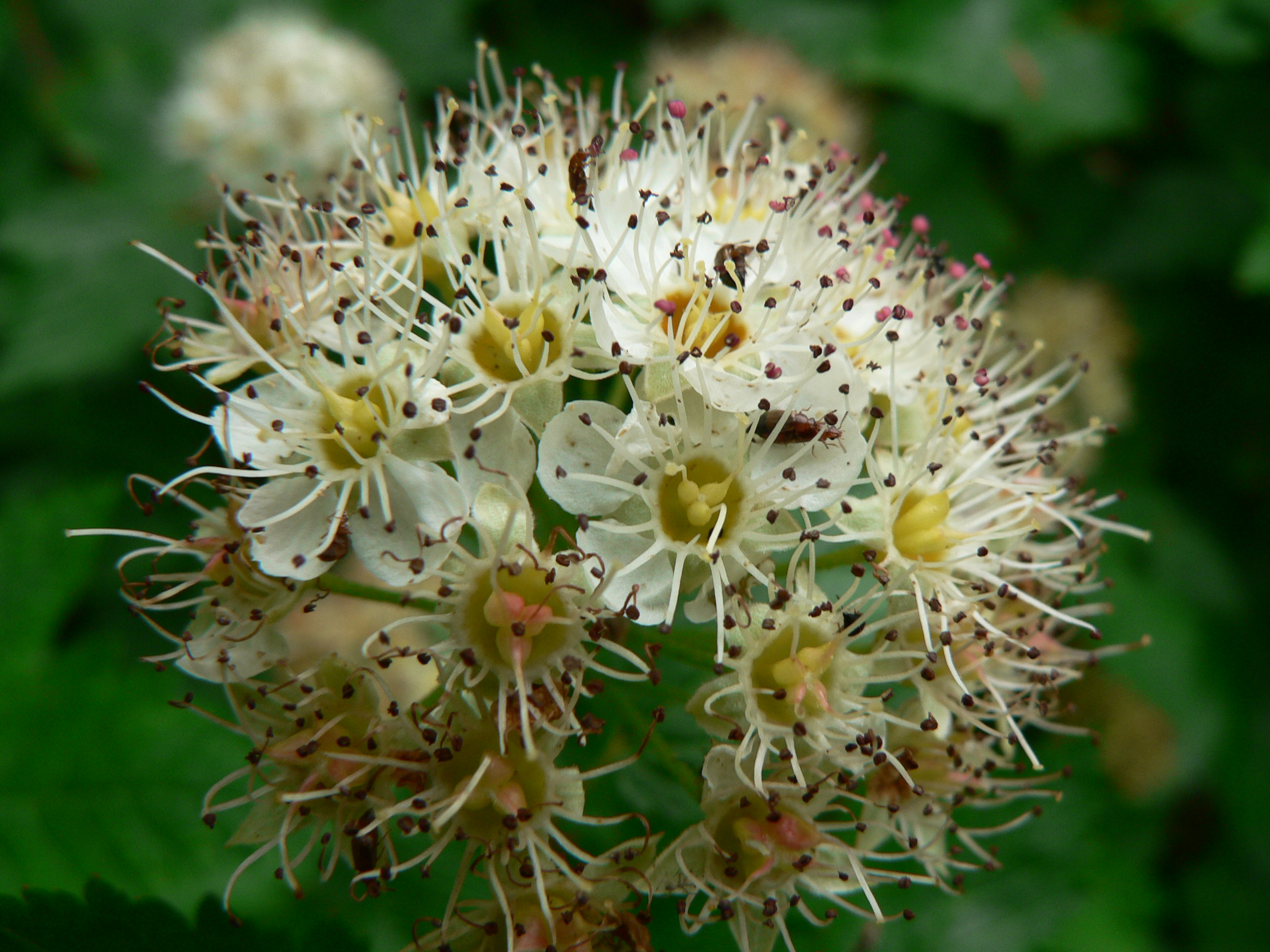
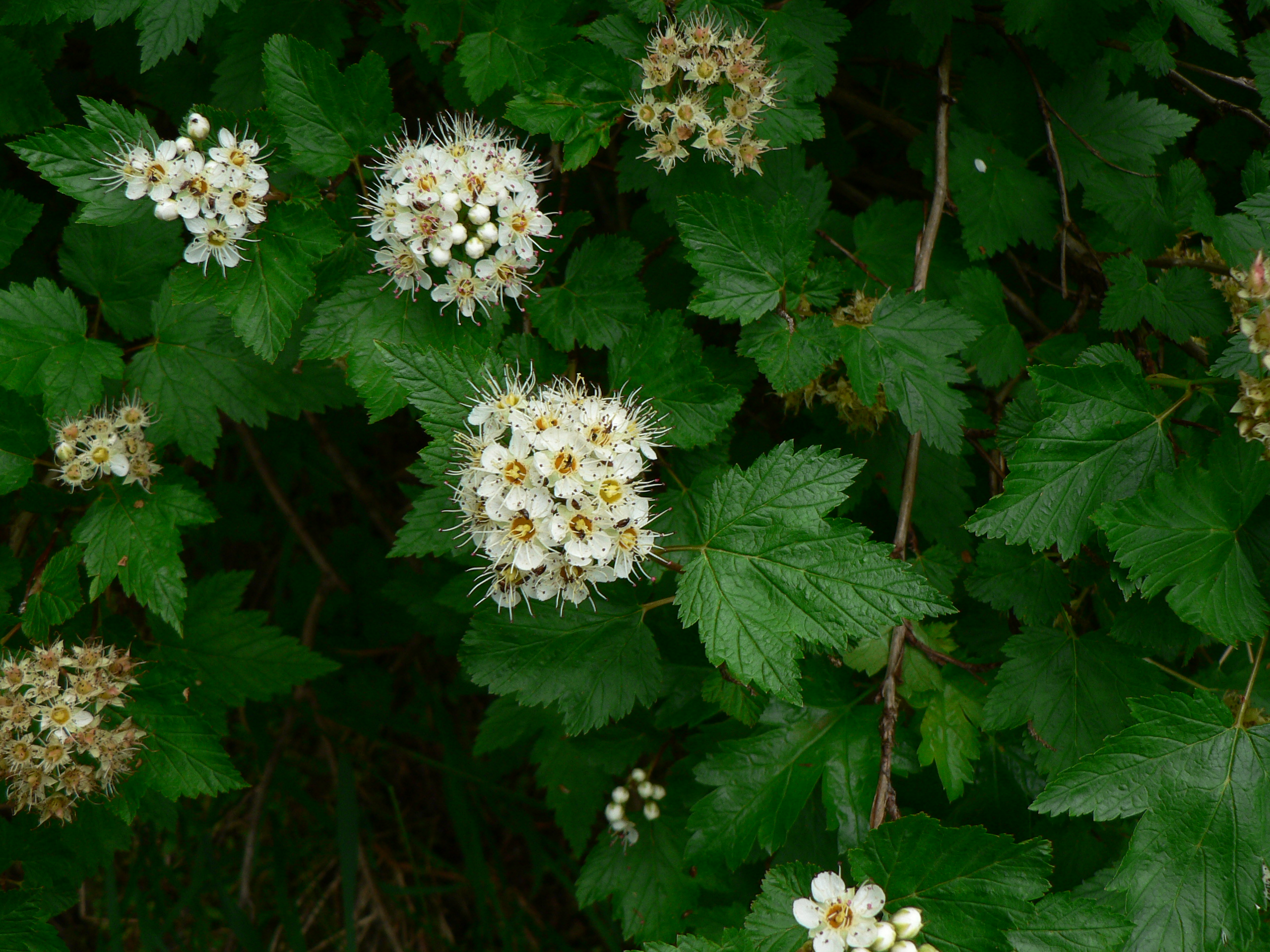
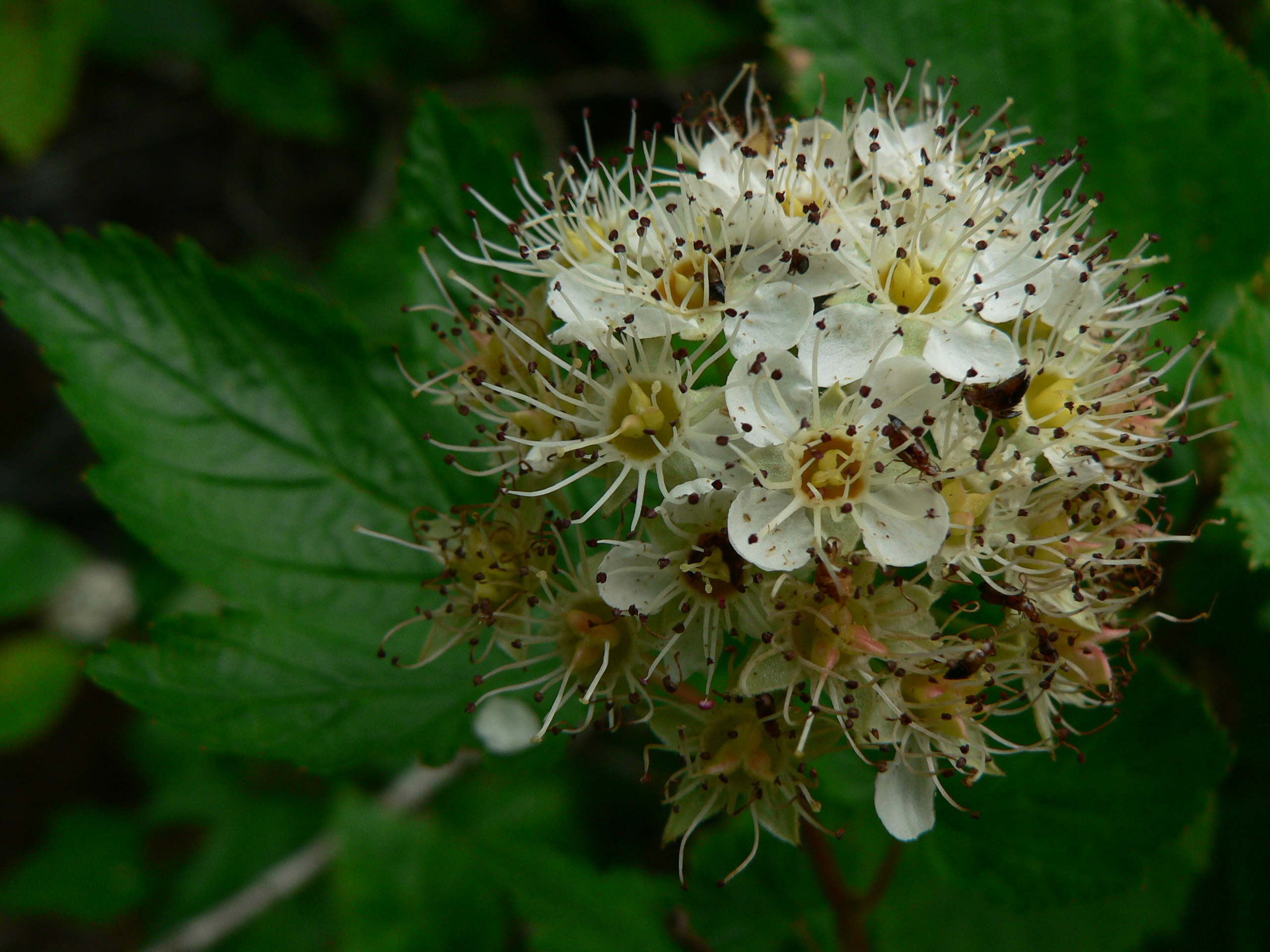
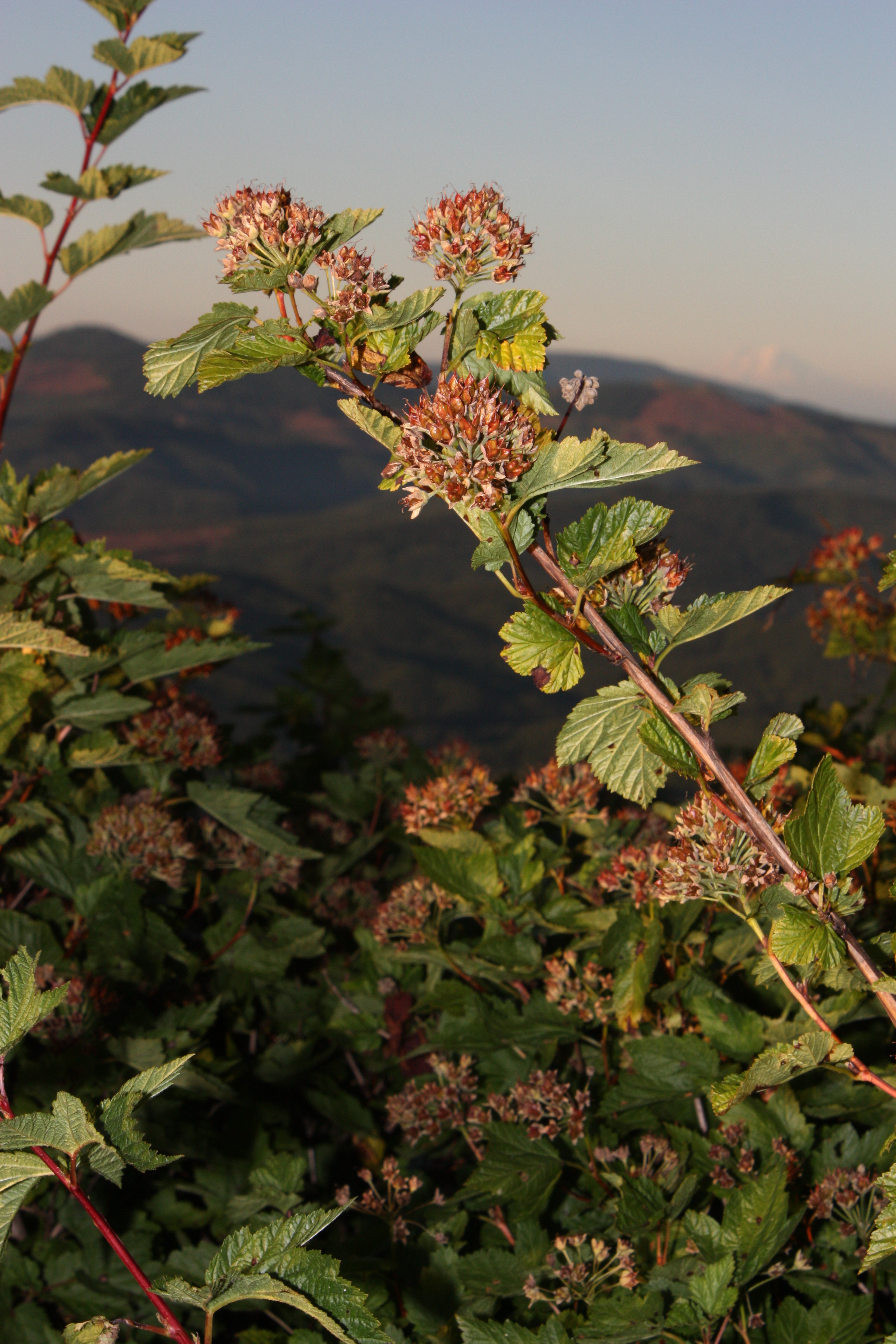